# Eric J. Wesley
Eric J. Wesley, né en 1964, est le vice-président exécutif de Flyer Defence, un fabricant de véhicules tactiques à roues tout-terrain légers spécialisés dans les missions, capables de transport interne dans des aéronefs à voilure tournante et basculante . Wesley est un ancien lieutenant général de l'armée américaine qui a pris sa retraite de l'armée américaine le 1er septembre 2020.

## Débuts
Fils de Donna et Richard Wesley, ingénieur en aérospatiale, Eric John Wesley  a grandi à Yorba Linda, en Californie, où il était étudiant et joueur de water-polo. Il a fréquenté le Troy High School à Fullerton, en Californie, et s'est intéressé au service militaire dès son plus jeune âge . Wesley a été nommé lieutenant d'armure de l'Académie militaire des États-Unis à West Point en 1986. Il a pris sa retraite de l'armée le 1er septembre 2020.

## Carrière junior et agent de terrain
Les premières affectations de Wesley comprenaient chef de peloton de chars, chef de peloton de reconnaissance et officier de la logistique du bataillon du 2e bataillon, 70e régiment blindé, de la 1re division blindée à Wiesbaden, en Allemagne. Il a ensuite commandé une compagnie de chars dans le 1er bataillon, 34e blindé, 1re division d'infanterie, Fort Riley, au Kansas jusqu'en décembre 1993. Au cours des années suivantes, il a été affecté au Commandement des opérations spéciales de l'armée américaine où il a été déployé à l'appui des opérations Joint Guard et Joint Endeavour en Bosnie-Herzégovine .
En 1998, Wesley a été affecté à la 2e brigade de la 3e division d'infanterie à Fort Stewart, en Géorgie, où il a occupé plusieurs postes de direction, notamment celui d'officier des opérations de bataillon et de brigade et d'officier exécutif de brigade. Quatre ans plus tard, il s'est déployé avec la même brigade dans le cadre de l'opération Desert Spring au Koweït, puis, en 2003, sa brigade a dirigé l'invasion de la 3e division d'infanterie de l'armée américaine à Bagdad, en Irak, dans ce qui sera plus tard appelé l'opération Iraqi Freedom. Ses rôles de leadership dans l'invasion ont été capturés dans des livres écrits par des journalistes intégrés, notamment le livre Thunder Run de David Zucchino, un récit de la frappe de la division à Bagdad et No True Glory: A Frontline Account of the Battle for Fallujah de Bing West ,,. Lors du redéploiement, il a dirigé les efforts pour déplacer la 3e division d'infanterie vers une organisation modulaire .
En tant que lieutenant-colonel, Wesley est retourné à Fort Riley, Kansas en juin 2004 et a pris le commandement du 1er bataillon de chars, 13e régiment blindé. Il a déployé le "13e char" à Bagdad, en Irak, et y a mené des opérations de combat de janvier 2005 à janvier 2006. Lors de son redéploiement à Fort Riley, il a quitté le commandement et est devenu l'officier des opérations de la 1re division d'infanterie jusqu'en juin 2007 . À la suite de ce commandement d'août à juin 2008, il a fréquenté le National War College à Fort Lesley J. McNair, Washington puis est retourné au "Big Red One" à Fort Riley, au Kansas et a pris le commandement de la 1re brigade. Équipe de combat, 1re division d'infanterie .
Après avoir terminé le commandement de la brigade, Wesley s'est déployé à Kaboul, en Afghanistan, et a été le chef des plans actuels de la Force internationale d'assistance à la sécurité à l'appui de l'opération Enduring Freedom. À la suite de ce déploiement, Wesley a servi d'août 2011 à juin 2013 à la Maison-Blanche au Conseil de sécurité nationale en tant que directeur pour l'Afghanistan et le Pakistan. À ce titre, il a dirigé les efforts inter-agences pour élaborer une politique comprenant une posture décroissante des forces en Afghanistan et s'est ensuite déployé en Afghanistan pour être le directeur des plans futurs du commandement conjoint de la FIAS .

## Officier général

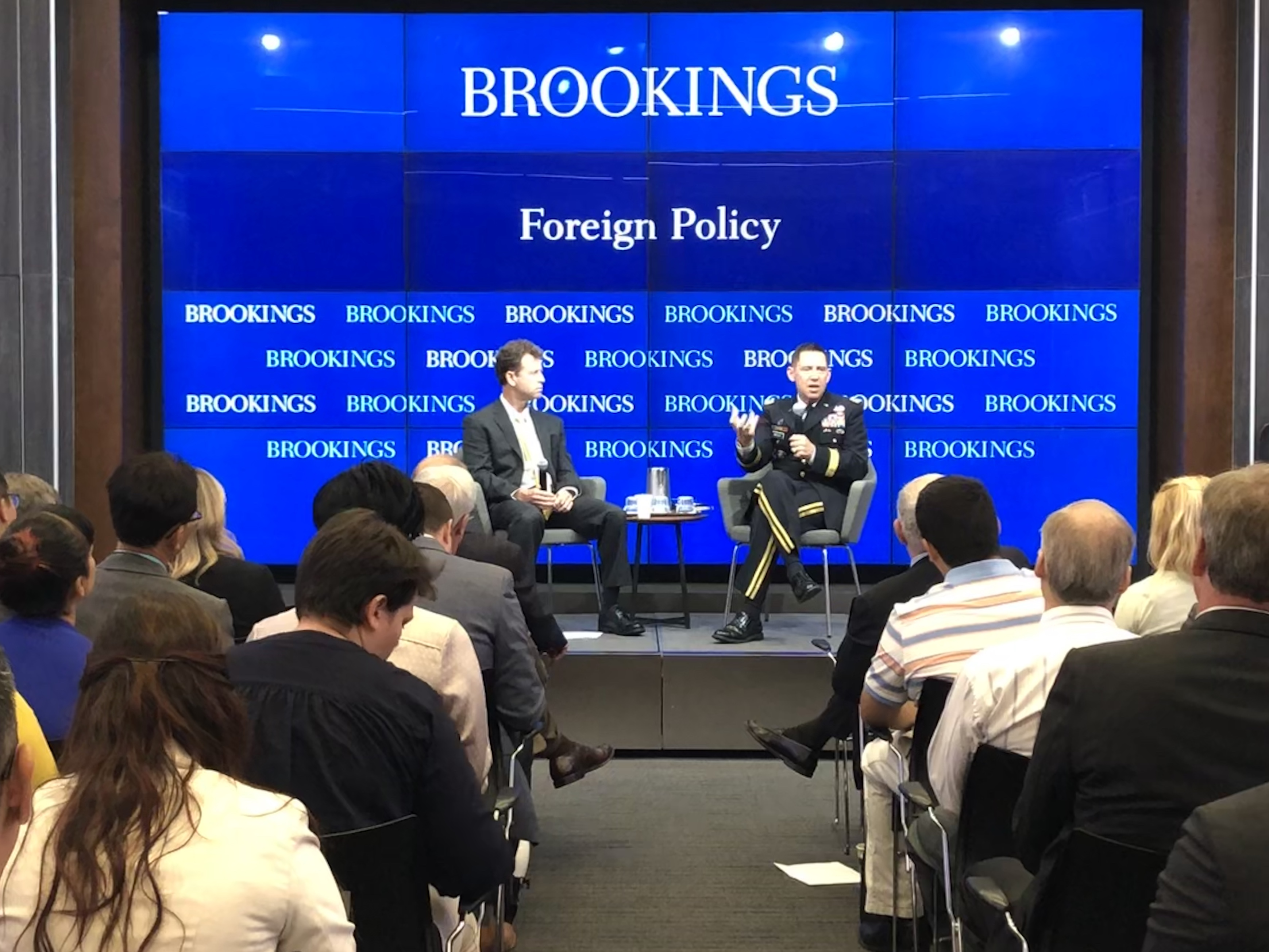
Wesley à la Brookings Institution avec l'expert en politique étrangère et collègue Michael O'Hanlon, parlant de la modernisation de l'armée le 24 septembre 2019

Wesley a été promu général de brigade en 2014 alors qu'il se trouvait à Kaboul, en Afghanistan. Pendant qu'il occupait ce poste, il a réorganisé le nombre de militaires déployés dans le pays sous la direction du général Joseph Dunford et de Milley. Sélectionné par la suite pour servir de général commandant adjoint pour le soutien de la 1re division d'infanterie, Wesley est retourné à Fort Riley, Kansas en septembre 2014, où il était le commandant principal de mission par intérim à la base pendant le déploiement de la division,,.
Après l'achèvement de cette mission, Wesley a été affecté au Pentagone en tant que directeur adjoint de l'analyse et de l'évaluation des programmes pour le G8 de l'armée, où il a dirigé les efforts de l'armée pour améliorer l'acquisition de l'armée.
En janvier 2017, Wesley a été nommé pour être promu au grade de général de division. Il a été nommé général commandant du centre d'excellence des manœuvres de l'armée des États-Unis et de Fort Benning, en Géorgie. Pendant son séjour, il a dirigé l'effort de réorganisation de la force de manœuvre de l'armée en ce qui deviendrait plus tard une force capable de plusieurs domaines.
Par la suite, le 12 avril 2018, Wesley a été nommé pour une troisième étoile et promu au grade de lieutenant général, assumant les responsabilités de directeur du Centre d'intégration des capacités de l'armée (ARCIC) et commandant général adjoint de l'entraînement et de l'entraînement de l'armée des États-Unis. Commandement de la Doctrine. Wesley a ensuite été sollicité pour diriger le groupe de travail chargé de mettre en place le nouveau commandement quatre étoiles de l'armée à Austin, Texas - Army Futures Command tout en faisant simultanément la transition du Centre d'intégration des capacités de l'armée (ARCIC), dont le siège est à Fort Eustis, en Virginie, du commandement de la formation et de la doctrine de l'armée des États-Unis au commandement du futur de l'armée.

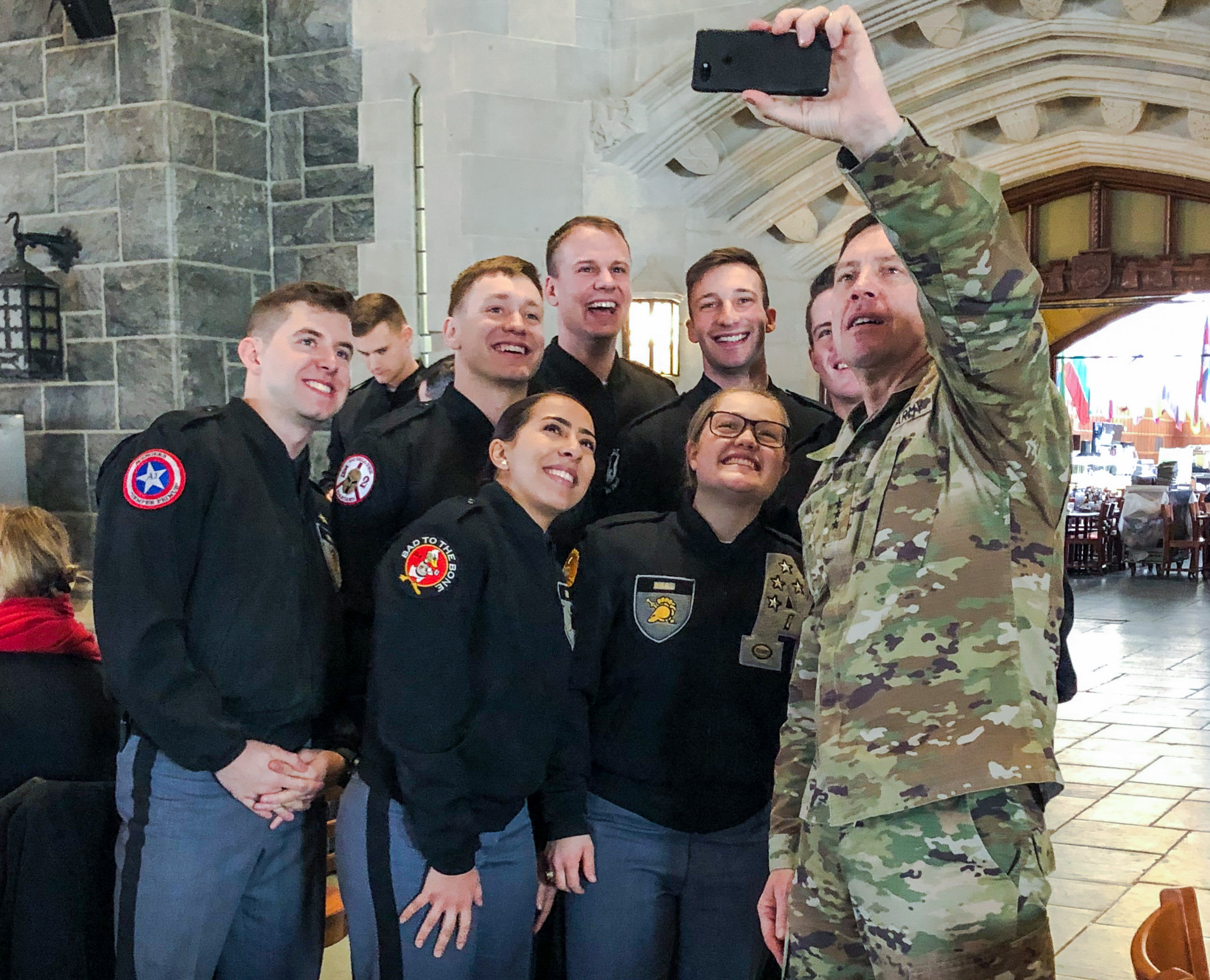
Le lieutenant-général Wesley prenant une photo avec des cadets de l'Académie militaire des États-Unis après une discussion sur les opérations multi-domaines

En tant que général commandant adjoint de l'Army Futures Command et chef de son Futures and Concepts Center, dont le siège est à la base aérienne de Langley en Virginie, Wesley a dirigé les efforts de l'armée pour accélérer le développement du nouveau concept de combat de guerre de l'armée - les opérations multi-domaines - le plus réécriture fondamentale d'un concept opérationnel depuis la publication d'AirLand Battle en 1982 ,. Il était un défenseur de l'armée de l'adaptation de la modernisation conformément à ce nouveau concept et communique activement les préceptes avec les groupes de réflexion, les universités, les chefs d'autres armées et les décideurs politiques. En septembre 2020, un exercice conjoint contre des substituts de missiles de croisière a démontré des chaînes de mise à mort basées sur l'IA qui peuvent être formulées en quelques secondes, et un tir de précision d'un substitut de missile de croisière par un obusier de l'armée au polygone d'essais de missile de White Sands.

## Vie privée
Wesley est marié à Cynthia Wesley et ils ont trois enfants, Tyler, Austin et Meredith. Il est titulaire d'une maîtrise du National War College (sécurité nationale et études stratégiques) et de l'université de Troy (relations internationales).

## Récompenses et décorations[5],[8]
|  | Insigne d'action de combat                                                   |
|  | Onglet Ranger                                                                |
|  | Insigne de parachutiste de base                                              |
|  | Insigne d'identification des chefs d'état-major interarmées                  |
|  | Insigne de service présidentiel                                              |
|  | Insigne d'identification du service de combat de la 3e division d'infanterie |
|  | Insigne d'unité distinctif du 34e régiment blindé                            |
|  | 9 bars de service à l'étranger                                               |

| Bronze oak leaf cluster                                                           |
| Médaille du service supérieur de la Défense                                       |
| Légion du mérite avec deux grappes de feuilles de chêne                           |
| Médaille de l'étoile de bronze avec appareil Valor et grappe de feuilles de chêne |
| Médaille du service méritoire avec deux grappes de feuilles de chêne              |
| Médaille d'honneur du service interarmées                                         |
| Bronze oak leaf cluster                                                           |
| Médaille d'honneur de l'armée avec quatre grappes de feuilles de chêne            |
| Citation de l'unité présidentielle de l'armée                                     |
| Bronze oak leaf cluster                                                           |
| Mention élogieuse de l'unité méritoire                                            |
| Bronze star                                                                       |
| Médaille expéditionnaire des forces armées                                        |
| Bronze star                                                                       |
| Bronze star                                                                       |
| Médaille expéditionnaire de la guerre mondiale contre le terrorisme               |
| Médaille du service de la guerre mondiale contre le terrorisme                    |
| Médaille du service des forces armées                                             |
| Ruban de service de l'armée                                                       |
| Ruban de service outre-mer de l'armée avec chiffre de bronze 4                    |
| Médaille de l'OTAN pour le service avec l'ISAF                                    |